# Jason Whateley
Jason Whateley (* 18. November 1990 in Sale, Victoria) ist ein australischer Boxer im Schwergewicht.

## Karriere
Jason Whateley nahm 2010 im Schwergewicht (bis 91 kg) an einem nationalen Auswahlturnier teil, bei welchem er den zweiten Platz belegte und daraufhin erstmals an internationalen Turnieren in Guantanamo und Camagüey teilnehmen konnte, jedoch nicht erfolgreich war. 2011 gewann er die Arafura Games, Whateley konnte sich aber bis Mitte 2013 auf nationaler Ebene nicht gegen Jai Opetaia durchsetzen. 2013 wurde er für die Teilnahme an den Weltmeisterschaften nominiert, schied aber bereits im ersten Kampf aus.
2014 unterlag er wieder Opetaia bei den australischen Meisterschaften. 2015, 2016 und 2017 wurde Whateley australischer Schwergewichtsmeister. 2015 gewann er die  Silbermedaille der Ozeanischen Meisterschaften, wo er im Finale dem Gewinner der Commonwealth Games 2014 David Nyika, Neuseeland (3:0), unterlag. Bei den im selben Jahr stattfindenden Weltmeisterschaften unterlag er wiederum im ersten Kampf: 2016 erreichte Whateley mit einem Sieg über Dschahon Qurbonow, Tadschikistan (2:1), den dritten Platz bei der asiatisch-ozeanischen Olympiaqualifikation in China und qualifizierte sich damit für die Olympischen Sommerspiele 2016. Dort schied er jedoch im ersten Kampf gegen Juan Nogueira aus Brasilien aus.
Bei den Ozeanischen Meisterschaften 2017 gewann er erneut eine Silbermedaille. Er war damit für die Weltmeisterschaften 2017 in Hamburg qualifiziert, wo er im Viertelfinale gegen Wassili Lewit ausschied.
Bei den Commonwealth Games 2018 gewann er erneut eine Silbermedaille, nachdem er im Finalkampf gegen David Nyika unterlegen war.